# Welcome to Storybrooke
Welcome to Storybrooke es el décimo séptimo episodio de la segunda temporada de la serie de televisión estadounidense de fantasía y drama, Once Upon a Time. El episodio se transmitió originalmente en los Estados Unidos el 12 de marzo de 2013, mientras que en América Latina el episodio debutó el 18 de abril de 2013.
En este episodio Regina intenta vengar la muerte de su madre al asesinar a Mary Margaret y al mismo tiempo evitar perder el amor de su hijo adoptivo con la ayuda de una maldición que le permitirá conseguir las dos cosas. Mientras aproximadamente hace 28 años, durante las primeras semanas de la maldición, Regina se topa con un padre y su hijo, los cuales a pesar de ser forasteros de alguna manera han entrado a Storybrooke.        

## Argumento

### 28 años antes
Kurt y su hijo Owen Flynn se encuentran acampando en uno de los bosques en Maine, mientras los dos pasan conviviendo un tiempo juntos: los Flynn se ven obligados a refugiarse en su tienda de campaña cuando su campamento es alcanzado por la maldición oscura a la cual confunden con una especie de tormenta eléctrica extraña. Al día siguiente, los dos se ven sorprendidos y confundidos de encontrar un pueblo entero salido por completo de la nada.  
Mientras tanto, una emocionada Regina se despierta en el pueblo y tras dar un paseo, ella nota que todos sus congéneres están convertidos en personas completamente diferentes a sus personalidades originales y sin memoria de sus vidas pasadas y sus verdaderas identidades. Poco después de comprobar que el alter ego de Blancanieves; Mary Margaret, no reconoce al alter ego de su interés amoroso el príncipe encantador/David Nolan, la villana se ve enormemente feliz de haber conseguido su tal anhelada victoria. No obstante cuando Regina se pasea por Granny's para un desayuno, esta se topa con los Flynn y se sorprende mucho de encontrar a personas del mundo sin magia en Storybrooke. De manera que para deshacerse de sus amenazas, Regina termina optando por mandar a reparar la camioneta averiada de los forasteros y así evitar que los mismos se den cuenta de la verdadera naturaleza detrás del pueblo.
Conforme pasan los días en Storybrooke, Regina se percata de que tener a todos los personajes de los cuentos de hadas obligados a hacer exactamente lo que ella quiera, no es precisamente del todo satisfactorio y, al comprobar que ni Rumplestiltskin/Sr. Gold tiene memoria de su vida pasada, Regina decide pasar tiempo de calidad con los Flynn, una experiencia que eventualmente la hace encariñarse con Owen.
Algunos días después Regina se entera de que Kurt tiene planeado marcharse junto a su hijo de regreso a Nueva Jersey; por lo que opta por obligar a los Flynn a quedarse gracias a que puede manipular al Sheriff Graham con su corazón. Para la mala suerte de Regina, Kurt la contempla en el acto y escucha todos sus planes, lo que provoca que el hombre se vea aún más decidido por escapar del pueblo. Durante su intento por escape los forasteros son emboscados por Regina y Graham, por lo que para salvar la vida de su hijo, Kurt decide sacrificarse y darle a Owen la oportunidad de escapar del pueblo al distraer a sus captores. Aunque Regina le da la oportunidad de permanecer a su lado sin lastimarlo, el niño se niega rotundamente y huye del lugar, cumpliendo así la última voluntad de su padre.
Más tarde Owen regresa a Storybrooke solo para descubrir que de alguna manera el pueblo está oculto a la vista. Sin darse por vencido Owen jura frente al pueblo empezar la búsqueda por su padre hasta conseguir su cometido.

### En el presente de Storybrooke
En el entierro de la fallecida Cora, Regina es visitada por el Sr. Gold quien se presenta en el mausoleo de la familia Mills, a pesar de ser responsable de la muerte de la mujer que alguna vez amó en la vida. Una enfurecida Regina le revela que no va dejar las cosas igual y que la otra persona responsable tiene que pagar: Mary Margaret.
En respuesta a las amenazas hechas por la villana, Gold visita a David Nolan y a Emma Swan para advertirles de las intenciones de Regina en contra de una deprimida Mary Margaret, quien ha quedado marcada por la terrible acción que hizo. Luego de convencer de ayudar a Gold en la misión por proteger a Mary Margaret,  basándose en los ingredientes faltantes en la bóveda de Regina, llega a la conclusión que el plan de esta es realizar la maldición del corazón vacío sobre Henry; un maleficio que le permite al invocador convencer a otra persona de que lo ama ya que el último ingrediente es el corazón de la persona que más odia el invocador.
Para evitar arriesgar la vida de su hijo, Emma envía a Henry con su padre Neal Cassidy/Baelfire para que los dos vayan a Nueva York. Sin embargo Henry llega a la conclusión de que todas las cosas se solucionaran sí la magia deja de existir en Storybrooke y al aprovecharse de un descuido de su padre, el niño corre hacia el bosque para cumplir con su misión personal. En su camino, Henry tropieza con Greg Mendell, el más reciente forastero de Storybrooke. Cuando los dos se separan, Greg le avisa a Regina que vio a su hijo adoptivo por el bosque y que teme por su seguridad.
Por otra parte Emma, Neal y David con la ayuda de Ruby rastrean a Henry hasta las minas del pueblo y notan que falta una carga de dinamita. Esto lleva a Neal a percatarse de que su hijo tiene planeado destruir "literalmente" la magia de Storybrooke.
En el pozo del pueblo, Regina intercepta a Henry y le impide destruir el lugar en un intento por protegerlo y evitar que sus planes se arruinen. En ese momento aparecen Emma, Neal y David para detener a su enemiga. Al contemplar a su familia pelear entre ellos a muerte por causa de la magia, Henry le suplica a los adultos hacer algo para impedir más muertes. Regina en su intento por no perder el amor de su hijastro, quema frente a todos la maldición del corazón vacío, renunciando de esa forma a su deseos de venganza.
Luego de informarle a Gold de lo acontecido, él deja de proteger a Mary Margaret al considerar que su deuda con ella ha quedado saldada. No obstante Mary Margaret va a ver a espaldas de todos a Regina buscando nada más que su muerte. Aunque Regina comprende que pone en peligro el amor de Henry, esta le arranca el corazón a su enemiga y justo cuando se encontraba a punto de matarla, la villana le revela a Mary Margaret que su corazón se ha ennegrecido. Al contemplar esto, una feliz Regina decide dejar viva a Mary Margaret sabiendo que la misma con su miseria terminaría destruyendo a su familia y eventualmente alejara a Henry en el progreso. La escena es contemplada por Greg Mendell, quien tras grabar lo que vio se escabulle en su auto y se revela como un adulto Owen Flynn, quien está decidido a encontrar a su padre a como dé lugar.

## Recepción

### Audiencia
El episodio tuvo un pequeño incremento en la audiencia, colocando un 2.3/6 entre gente de 18-49 con 7.45 millones sintonizándolo.

### Crítica
Hilary Busis de Entertainment Weekly le dio buenas marcas: "El trabajo, cuidar niños, la vida social, la jardinería, la vigilancia de alta tecnología, y una insaciable sed de venganza no es fácil de hacer. (Solo pregúntenle al Internet!) Pero esta noche, Regina descubre que es posible para una mujer moderna tenerlo todo -- como un enemigo de la mujer lo dijo- es suficiente aprovecharse del factor de la venganza. La magia también ayuda."
Oliver Sava de A.V. Club le dio al episodio una "B+" y escribió, "Tras dos fuertes episodios, parece ser que Once Upon A Time está preparando terminar la temporada con una nota alta, pero las cosas pueden desmoronarse en cualquier instante. Y esa es la gran cosa en shows tan inconscientes como este."